# San Pietro di Sorres

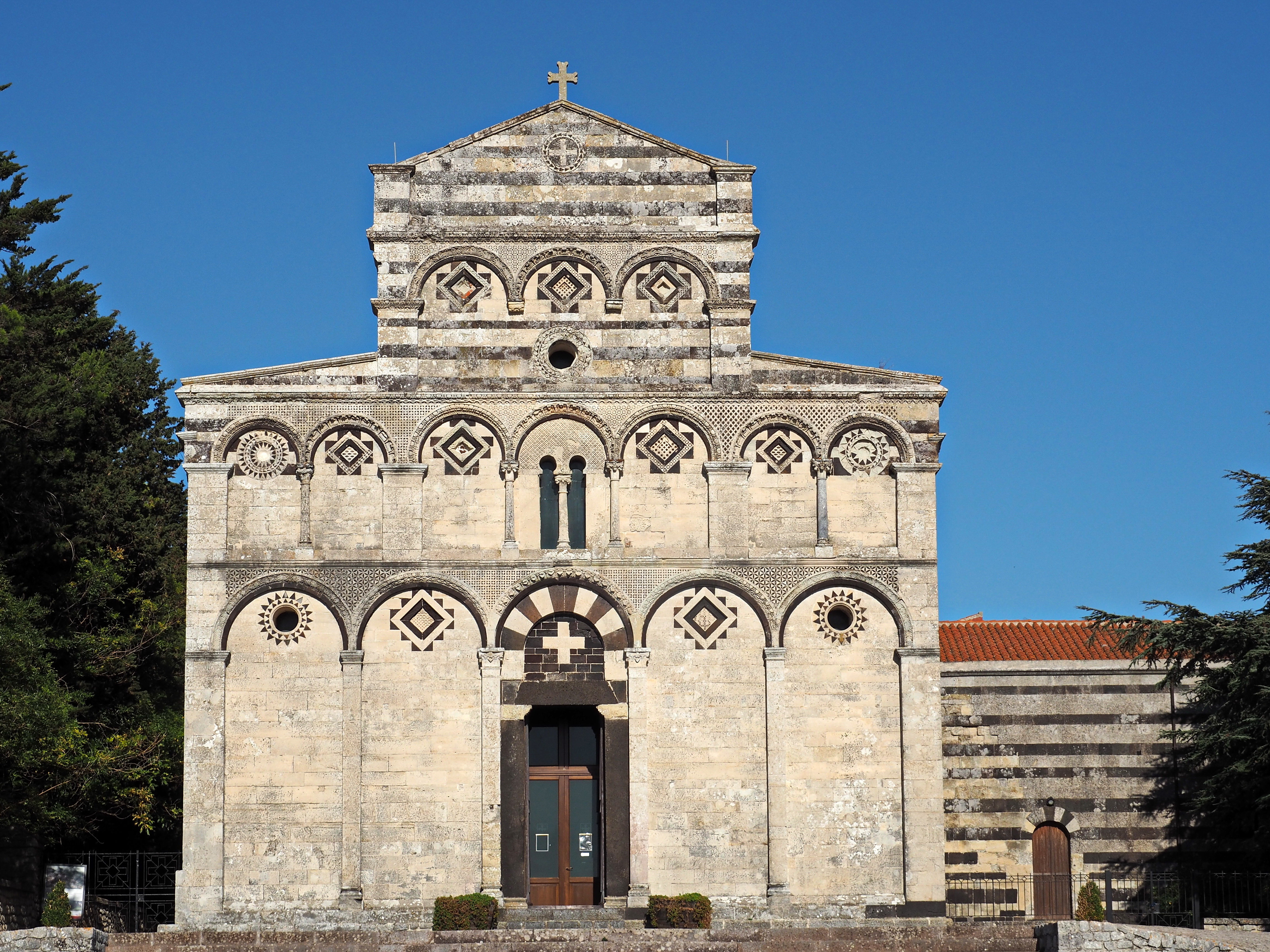
Fassade

San Pietro di Sorres ist ein Benediktinerkloster oberhalb des Dorfes Borutta bei Thiesi in der Metropolitanstadt Sassari auf Sardinien. Das Kloster und seine Kirche im pisanischen spätromanischen Stil liegen weithin sichtbar auf einer Bergkuppe inmitten der Hügel des Meilogu.

## Kirche
Die weißen Kalksteinmauern eines fragmentarisch gebliebenen Kirchenschiffs aus dem 11. Jahrhundert erhöhten die Baumeister gut 100 Jahre später durch schwarzweiße Felder im typisch toskanischen Stil aus Basalt und Kalkstein. Der maurische Beitrag zur Architektur der Zeit wird in der Zweifarbigkeit in den Inkrustationen und Hufeisenbögen des Zwillingsfensters fassbar. Die Ähnlichkeit der zweifarbigen Aufmachung mit arabisch beeinflussten Kirchen in Burgund (wie der Kathedrale Ste-Marie-Madeleine de Vézelay) ist greifbar, aber für eine Einflussnahme von auf Sardinien anwesenden Burgundern gibt es keine Anzeichen. Die Außenwände waren abgesehen von der Fassade glatt und erforderten die einfarbig weiße Vollendung bis auf eine einheitliche Höhe. Das Wechselspiel von Kalkquadern und schwarzem Trachyt setzt daher erst oberhalb ein.
Die Eingangsseite an der Westfassade ist in Blendarkadenbänder gegliedert, deren Bogenfelder Scheiben und Rhomben enthalten. Die Ostfassade wird von der in der zweiten Bauphase errichteten Apsis beherrscht. Pisanisch ist die antikisierende Apsistraufe, deren Gestaltungselemente an der Vorderfront wiederkehren. Ungewöhnlich ist der Rundbogenfries, der die Wände der Seitenschiffe und die Apsis umsäumt. Vergleicht man die Stirnseite von San Pietro mit der zeitgenössischer toskanischer Kirchen, fallen die Pultdächer der Seitenschiffe auf. Diese Kontur besitzt auf Sardinien eine alte Tradition. Die Baugeschichte erinnert etwas an die von San Pietro di Simbranos.
Unklar ist, was dazu veranlasst hat im Innenausbau zum Gewölbe überzugehen. Vielleicht war der Architekt von den Gewölben von San Nicola di Silanos bei Sedini beeindruckt, das als Vorbild gilt. Zur Ausstattung zählen eine gotische Kanzel, ein romanischer Altar, ein zisterziensischer Sarkophag aus dem 11. Jahrhundert und eine einstmals mit bunten Einlegearbeiten versehene Chorschranke.

## Kloster
Das Kloster der Ordensgemeinschaft der Benediktiner wurde 1955 durch Giovanni Paolo Gibertini mit weiteren sechs Mitbrüdern gegründet.